# Zrównoważone miasto
Zrównoważone miasto – termin odwołujący się bezpośrednio do raportu „Nasza Wspólna Przyszłość” przygotowanego przez Światową Komisję ds. Środowiska i Rozwoju (tzw. Raport Brundtland) i parafrazujący definicję zrównoważonego rozwoju zakładając, iż potrzeby mieszkańców miasta zrównoważonego muszą być zaspokajane bez umniejszania szans przyszłych mieszkańców na ich zaspokojenie.
Zgodnie z wypracowanymi przez ONZ oraz Unię Europejską standardami, miasta powinny być projektowane w sposób ograniczający do minimum ich negatywne oddziaływanie na środowisko, z szacunkiem dla lokalnej społeczności, dziedzictwa kulturowego, ale także przy uwzględnieniu rachunku ekonomicznego.

## Problemy demograficzne
Współczesny świat rozwija się przede wszystkim w dużych miastach, a urbanizacja jest uznawana za jeden z najważniejszych trendów makroekonomicznych XXI wieku. W 2010 roku po raz pierwszy w historii ponad 50% światowej populacji stanowili mieszkańcy miast, w 2050 roku już 7 na 10 osób będzie mieszkało w miastach. Miasta zwłaszcza te największe odgrywają kluczową rolę w rozwoju gospodarczym i społecznym państw oraz regionów przyczyniają się niestety także do dewastacji środowiska naturalnego, pogorszenia zdrowia i jakości życia ich mieszkańców. Miasta odpowiadają za 70% emisji gazów cieplarnianych. Ze względu na wykorzystywane modele transportu oraz sposoby budowania wzmacniają gospodarkę opartą na paliwach kopalnych uznawaną za skrajnie niezrównoważoną.

## Międzynarodowa polityka wobec siedzib ludzkich
Zniwelowanie niekorzystnych zjawisk związanych z ekspansją ośrodków miejskich jest jednym z priorytetów globalnego rozwoju, zapisanych w szeregu międzynarodowych dokumentów, m.in. w Agendzie 21, przyjętej na Pierwszym Szczycie Ziemi w Rio de Janeiro (1992), Agendzie Terytorialnej Unii Europejskiej(tzw. Karcie Lipskiej), stworzonej podczas nieformalnego spotkania ministrów państw członkowskich UE ds. Spójności Terytorialnej i Rozwoju Miast (2007), Traktacie Lizbońskim (2007), a także odnowionej strategii zrównoważonego rozwoju UE (2006).
Nie istnieje jedna metodologia określająca zrównoważone miasto, w literaturze pojawia się jednak szereg wytycznych, które powinny zostać spełnione, aby miasto miało charakter zrównoważony. Zgodnie z Agendą 21 zrównoważony rozwój osad ludzkich powinien zapewnić wszystkim ludziom na świecie należyte schronienie oraz ograniczyć modele rozwoju szkodzące ekosystemowi. Władze powinny zadbać o rozsądną, gospodarkę wodą poprzez m.in. ochronę zasobów wodnych przed ich wyczerpaniem, skażeniem i degradacją, oraz poprawę stanu kanalizacji. Ważnym elementem jest także efektywność energetyczna i promocja rozwoju technologii energooszczędnych umożliwiających odzysk energii, w tym rozwój energii słonecznej, wodnej, wiatrowej i energii z biomasy. Państwa powinny promować właściwe ze względu na środowisko systemy transportu miejskiego w tym efektywny transport publiczny oraz “niezmotoryzowany tryb życia” [np. poruszanie się pieszo lub rowerem]. Powinny także ograniczyć negatywny wpływ na środowisko przedsięwzięć budowlanych przez promowanie lokalnych materiałów, efektywnych metod pracy, nieformalnych metod samopomocy, energooszczędnego projektowania oraz poprzez wspieranie odzysku materiałów budowlanych i ograniczenie materiałów niszczących środowisko naturalne, a także poprzez ochronę stref wrażliwych ekologicznie.
Zgodnie z przyjętymi przez międzynarodową społeczność aktami zarządzać miastami należy tak, aby utrzymać ich wydajność, w sposób zrównoważony gospodarować zasobami oraz poprawić warunki życia mieszkańców. Gospodarka miejska powinna poszukiwać sposobów na redukcję ubóstwa, “rozwój właściwego ze względu na środowisko rynku pracy” oraz poprawiać infrastrukturę w dzielnicach biedy – deklarują twórcy Agendy 21. W celu odciążenia wielkich aglomeracji, państwa powinny zwrócić więcej uwagi na rozwój miast średniej wielkości. Planowanie rozwoju miast powinno odbywać się z większym udziałem grup społeczności lokalnych i we współpracy między miastami.

## Kongres Nowej Urbanistyki
Międzynarodowi specjaliści z Kongresu Nowej Urbanistyki (CNU) wypracowali zasady projektowania przestrzeni miejskich, które ich zdaniem pozwalają stworzyć zrównoważone siedziby ludzkie poprzez:
– inkluzyjny proces projektowania przestrzeni miejskiej angażujący lokalną społeczność,
– poprawę ładu przestrzennego istniejących ośrodków w tym rewitalizację centrów miejskich,
– wprowadzenie różnorodnych funkcji w tym lokalnych sklepów, usług i terenów zielonych do projektowanych dzielnic, w konsekwencji przekształcenie rozproszonej zabudowy podmiejskiej w zintegrowane wspólnoty sąsiedzkie, w których dominuje ruch pieszy i rowerowy, a mieszkańcy mogą zaspokoić większość swoich potrzeb życiowych bez wykorzystania samochodu.
W latach 90 XX w. Amerykański Departament Budownictwa i Urbanistyki zainicjował multimiliardowy program rozwoju budownictwa komunalnego bazując na pryncypiach Nowej Urbanistyki.

## Przykłady miast o charakterze zrównoważonym
Na świecie powstaje szereg ośrodków, zaprojektowanych lub przebudowanych zgodnie z postulowanymi wytycznymi zrównoważonego rozwoju siedzib ludzkich. Znane przykłady wcielenia w życie tej koncepcji w mieście to m.in. dzielnica Sztokholmu Hammarby Sjostad, Kirchsteigfeld w Poczdamie, Vauban w Niemczech, czy brazylijska Kurytyba.
W Stanach Zjednoczonych powstało ponad 600 projektów wykorzystujących założenia Nowej Urbanistyki z ikoną położonym na Florydzie Seaside (autorstwa Duany Plater-Zyberk). W Wielkiej Brytanii z ideą zrównoważonego miasta mierzy się Karol III inwestując w budowę Poundbury położonej w granicach Dorchester nowej dzielnicy, zaprojektowanej przez Leona Kriera. Ośrodki te od lat utrzymują się na najwyższych pozycjach rankingów, opisujących zadowolenie mieszkańców, a kilka z nich także na listach najdroższych lokalizacji w obrębie pobliskich obszarów metropolitalnych. W Polsce pierwsza zrównoważona dzielnica Siewierz-Jeziorna powstanie w średniowiecznym mieście Siewierz nad Zalewem Przeczycko-Siewierskim na granicy Metropolii Śląskiej.